# A Shelter-sziget (Így jártam anyátokkal)
A Shelter-sziget az Így jártam anyátokkal című televízió-sorozat negyedik évadának ötödik epizódja. Eredetileg 2008. október 20-án vetítették, míg Magyarországon 2010. május 3-án.
Ebben az epizódban végre sor kerülne Ted és Stella esküvőjére, de a dolgok a vártnál rosszabbul alakulnak. Közben Barney azt tervezi, hogy leitatja Robint, hogy lefeküdjön vele.

## Cselekmény
Stella bejelenti, hogy a testvére, Nora ellopta a gyerekkori álmát: férjhez meg a Shelter-szigeten, a naplementében. Ted együttérzését fejezi ki és kijelenti, hogy az ő esküvőjük ezért még annál is nagyszerűbb lesz. Csakhogy nem sokkal később az eljegyzést felbontják, Nora esküvőjéből pedig semmi nem lesz. Mivel már minden előre le volt szervezve, így kétségbeesik, de Stella (aki a spontaneitással érvelve meggyőzi Tedet) felajánlja, hogy majd ők fizetnek mindent, és helyette ők kelnek egybe a hétvégén.
Jövőbeli Ted ekkor megszakítja a mesét, és elmondja a gyerekeinek az egész történet tanulságát: sose hívjatok exet az esküvőre!
Eközben Robin egy japán tévé angol nyelvű műsorában hírbemondó, de szürreális körülmények között kell dolgoznia. Amikor Ted felhívja, eleinte hezitál, de végül beleegyezik, hogy hazajön az esküvőre. Barney meglepően megértő Ted nősülési szándékát illetően. Lily rá is jön, miért: azt tervezi, hogy lefekszik Robinnal, az esküvőt pedig úgysem tudja megakadályozni. Lily szerint nem fogja tudni megállni, hogy ne nézzen rá más nőkre is.
Az esküvő előtti napon aztán rájönnek, hogy a hely, ahol az esküvő lesz, egy jógaközpont, ahol alkoholos italokat egyáltalán nem szolgálnak fel, és minden ételük 100% vegán. Barney kétségbeesik, mert így nem tudja leitatni Robint, a többiek pedig a Spin Doctors énekesére hasonlító pincér miatt rémülnek meg. A következő probléma akkor jön, amikor Stella megtudja, hogy Robin is jön. Szerinte Ted még nincs túl rajta, bár ő bizonygatja az ellenkezőjét. Hogy tompítsa a dolgokat, Ted meghívja Stella exférjét, Tonyt, amit Stella ellenez. Marshall Stellával ért egyet, Barney viszont azt akarja, hogy jöjjön Robin. Lily javaslatára a menyasszony szava dönt: Robinnak nem lenne szabad jönnie. Barney felajánlja, hogy felhívja telefonon, de amikor megtudja tőle, hogy már úton van, azt hazudja, hogy nem tudta elérni. Közben találkozik Stella húgával is, aki mocskos dolgokat akar csinálni vele, ha már ez nem az ő esküvője.
Lily javaslatára Ted vár a következő krízishelyzetre, amit ha sikeresen megold, ő lehet a nap hőse, és akkor könnyebben be tudná adagolni azt, hogy Robin is jön. Alig 4 perccel később kiderül, hogy Tony nem akarja elengedni Stella kislányát, Lucyt az esküvőre. Ted személyesen megy el Tonyhoz, és a végén nemcsak sikerrel jár, de Tonyt is meghívja. Amikor Tony és Robin egymás után megérkeznek, Stella kiborul, és vitatkozni kezdenek. Megegyeznek abban, hogy egyik exük sem lehet jelen, így beszélniük kell velük. Jövőbeli Ted eljátszik a gondolattal, milyen lehetett volna, ha másként történik, és most házasok lennének. De ez nem történt meg, mert úgy döntöttek, hogy ő beszél Robinnal, és Stella pedig Tonyval.
Ted és Robin próbálják tisztázni a dolgokat. Robin elmondja, hogy otthagyja Japánt és hazaköltözik. Nem ért egyet azzal, hogy Ted ilyen gyorsan akar megnősülni, mert az nem illik abba a képbe, ahogyan az igazit addig kereste. Azt is elmondja neki, hogy ha egyszer ő is férjhez menne, szeretné, hogy Ted is jelen legyen, és talán még köztük is lehet valami. Ted ezzel nem ért egyet és elrohan. Robin Barneynál próbál vigasztalódni, de ő épp egy édeshármas kellős közepében van Stella húgával és egy ismeretlen nővel.
Ted beszélni akar Stellával, de csak egy cetlit talál: megszökött az esküvőről Tonyval. Marshall, Lily és Barney vigasztalni próbálják Tedet, míg Robin látja Tonyt és Stellát a szigetről távozó kompon. Ted végül rádöbben, hogy Stella végig nem attól félt, hogy a tisztázatlan érzések Ted és Robin közt lángolnak fel, hanem közte és Tony között.

## Kontinuitás
- Robin utal arra, hogy Ted a kedvéért ellopott egy kék kürtöt ("A kezdetek"), és hogy esőt csinált a kedvéért ("Ne már").
- A visszaemlékezésben, ahogy Barney megpróbálja megfejteni a rejtélyét annak, hogyan jöhetne össze Robinnal, a táblán számos utalás van a frázisaira. Pl. "öltözz ki", "pacsi", 83, "autópálya-elmélet", az őrült/szexi skála.
- Ted és Stella is telepatikus úton próbálnak kommunikálni egymással, mint a többiek a korábbi részekben.
- Lily visszaemlékezése arról, hogy mennyire idegeskedett az esküvője előtt, tartalmaz egy jelenetet, ahol Marshall papírmadarakat hajtogat. Az "Arrivederci, Fiero" című részben látható a banda, ahogy madarakat csinálnak.
- Marshall ismét nyer a "hoppkutya" játékban, bizonyítván, hogy szinte verhetetlen bármilyen játékban.
- Ted kijavítja Tonyt, ami a kényszeres másokat kijavítgatására utal, melyről a "Spoilerveszély" című részben beszéltek.
- "A platinaszabály" című részben Ted azt mondja, hogy ha szakítanak Stellával, az nem valami hülye szabály miatt lesz. Ironikus módon mégis, hiszen az is egy szabály volt, hogy exet nem hívunk meg az esküvőre.

## Jövőbeli utalások
- Ted és Robin is megszegik a szabályt, hogy exeket nem hívunk az esküvőre: "Az oltár előtt" című részben látható, hogy Ted is ott van Robin esküvőjén, az "Örökkön örökké" című epizódban pedig maga az Anya hívta meg Robint.
- Ted ismét belebotlik Stellába a "Jó helyen, jó időben" című részben, és segít nekik újra összejönni az "Amilyen hamar tud" című részben.
- Jövőbeli Ted elképzeli a gyerekeit szőke hajjal, ha Stelláé lennének, miközben a valóságban barna hajúak. Mint a "Valami új" című részből kiderül, az anya haja is barna.
- "A menyasszony" című részben Tony mint hollywoodi producer leforgatja az esküvő eseményeit, durván kiszínezve.
- A "Feltámadás" című részből kiderül, hogy az események után Ted lerészegedik, és Barney a "Stinson Másnaposság Elleni Gyógyelixírrel" menti meg.
- A "Nem sürgetlek" című részből kiderül, hogy Lily és Marshall fogadtak, hogy Ted és Robin végül egymás mellett kötnek-e ki. Marshall hisz benne, hogy igen, így miközben az esküvőre tartanak, Lily tartja a markát a pénzért, de Marshall azt mondja, hogy "még nem". Mint kiderül, igaza is lesz.
- Ted "A mágus kódexe" című részben megemlíti Victoriának, hogy ő is ugyanazt készül tenni, mint ami vele történt. Ez a "Farhampton" című részben folytatódik, ahol Ted meggyőzi Victoriát, hogy legalább egy búcsúüzenetet hagyjon.
- "Az oltár előtt" című részben Robin azt kéri Tedtől, hogy szökjön meg vele, és erre Ted azt válaszolja, hogy egy harmadik menyasszonyszöktetésben nem akar részt venni.

## Érdekességek
- Barneynak megvolt az édeshármas, ennek ellenére későbbi epizódokban is azon verseng Teddel, hogy meglegyen neki.
- Az időkülönbségekre tekintettel nagyon valószínűtlen, hogy Ted a bárból fel tudja hívni Robint éppen akkor, amikor ő a híreket olvassa Japánban (ahhoz ugyanis nagyon késő lenne).
- A jelenetben, ahol Ted elképzeli a gyerekei anyjaként Stellát, a háttérben látható az Anya játékbusza. Azonban ha ők sosem találkoznak, akkor annak nem is lenne szabad ott lennie.
- Amikor Stella otthagyja az esküvőt Tonyval, Lucy nincs velük.

## Vendégszereplők
- Sarah Chalke – Stella Zinman
- Danneel Harris – Nora Zinman
- Darcy Rose Byrnes – Lucy Zinman
- Jason Jones – Tony Grafanello
- Annie Abrams – pultos
- Aaron Hendry – bárszemélyzet

## Zene
- Benji Hughes – Waiting For An Invitation
- Mikey and the Gypsies – Monday